# Napaea beltiana
Napaea beltiana är en fjärilsart som beskrevs av Bates 1867. Napaea beltiana ingår i släktet Napaea och familjen Riodinidae. Inga underarter finns listade i Catalogue of Life.